# Adrianus Cornelis de Bruijn
Adrianus Cornelis de Bruijn (Utrecht, 5 november 1887 - 's-Gravenhage, 19 september 1968) was een Nederlands politicus.
De Bruijn was een katholieke vakbondsbestuurder en politicus in het midden van de twintigste eeuw. Hij was een metaalbewerker, die carrière maakte in de katholieke vakbeweging. Hij was jarenlang voorzitter van het Rooms-Katholiek Werkliedenverbond (RKWV) en van haar opvolgster de Katholieke Arbeidersbeweging (KAB), en Eerste Kamerlid. Hij werd in 1952 minister voor Publiekrechtelijke bedrijfsorganisatie in het kabinet-Drees II. Hij was een groot voorstander van publiekrechtelijke bedrijfsorganisatie, maar kon als minister op dat terrein minder tot stand brengen dan hij had gewenst. Hij was een strijdbaar, maar realistisch vakbondsbestuurder en politicus, die kritisch stond tegenover de politiek van Colijn.
- Biografisch Portaal: 00856022
- International Standard Name Identifier: 0000 0003 9452 2442
- Nederlandse Thesaurus van Auteursnamen: 069927618
- Parlement.com: vg09lkyvybv6
- Virtual International Authority File: 288977381
- WorldCat: E39PBJc3BQkXjvfwqRbPpCwcT3